# Jenny Han
Jenny Han (Richmond, Virginia, 3 de setembro de 1980) é uma escritora norte-americana, de origem e filha de coreanos. É uma autora conhecida de livros infantis e adolescentes.

## Biografia
Han nasceu e foi criada em Richmond, Virginia e tem uma irmã mais nova. Após o ensino médio, Han foi para a faculdade, na Universidade da Carolina do Norte em Chapel Hill, e, mais tarde, obteve o seu mestrado em escrita criativa na Nova Escola, onde ela se reuniu companheiros Jovens Adultos romancistas, Morgan Matson e Siobhan Vivian, que co-escreveu com ela a série Burn For Burn (Br: Olho Por Olho). Han atualmente vive em Brooklyn, Nova York.

## Carreira literária
Jenny Han escreveu o seu primeiro livro publicado, Shug, enquanto ela estava na faculdade. Shug é sobre Annemarie Wilcox, uma menina de doze anos de idade, tentando navegar os perigos do ensino médio. Publishers Weekly disse que o livro "Com seu distinto sabor Sulista, a apresentação de conflitos universais e um elenco de personagens facilmente reconhecíveis pelos escritores, este livro provavelmente vai atrair um grande público."
Seu próximo projeto foi uma trilogia para jovens adultos sobre o amadurecimento de uma garota durante o verão. A trilogia, que inclui The Summer I Turned Pretty, It's Not Summer Without You e We'll Always Have Summer, rapidamente se tornou um best-seller do New York Times.
Em 2011, Han começou a trabalhar em uma nova série jovem adult com sua amiga escritora Siobhan Vivian sobre três garotas do ensino médio que começam uma missão de se vingar de pessoas que as magoaram. De acordo com Han, Han e Vivian "eram BFFs e amigas de escrita por anos. Nós sempre trocamos nossas próprias páginas uma com a outra, então é uma progressão natural para nós."
Ela lançou um livro novo em 2014 chamado To All The Boys I've Loved Before, sobre Lara Jean Song Covey, uma garota de ensino médio metade-coreana, cuja vida vira de cabeça para baixo quando as cartas que ela escreveu para todos os garotos que ela tinha gostado são enviadas para eles. Kirkus Reviews disse do livro: "um exploração definitiva do crescimento adolescente e amor juvenil."
Han embarcou em uma turnê nacional para To All The Boys I've Loved Before. A continuação, P.S. I Still Love You, foi lançada em 26 de Maio de 2015 e foi encontrada com outra turnê nacional. Além disso, o livro ganhou o Jovem Adulto 2015-2016 da Ásia/Pacífico, América do Prêmio de Literatura.
Em 2016, Han anunciou um terceiro livro sobre Lara Jean chamado Always And Forever, Lara Jean, que saiu na primavera de 2017.

### Livros infantis
- Shug (2006)
- Clara Lee and the Apple Pie Dream (2011)

### Trilogia Verão
- The Summer I Turned Pretty (2009) (Br: O Verão Que Mudou Minha Vida, Intrínseca, 2019)
- It's Not Summer Without You (2010) (Br: Sem Você Não É Verão, Intrínseca 2019)
- We'll Always Have Summer (2011) (Br: Sempre Teremos o Verão, Intrínseca 2019)

### Trilogia Olho Por Olho
(co-escrito com Sioban Vivian)
- Burn For Burn (2012) (Br: Olho Por Olho, Editora Novo Conceito, 2012)
- Fire With Fire (2013) (Br: Dente Por Dente, Editora Novo Conceito, 2013)
- Ashes to Ashes (2014) (Br: Fogo Contra Fogo, Editora Novo Conceito, 2017)

### Trilogia Para todos os garotos que já amei
- To All The Boys I've Loved Before (2014) (Br: Para todos os garotos que já  amei, Intrínseca 2015)
- P.S. I Still Love You (2015) (Br: P.S. Ainda amo você, Intrínseca 2015)
- Always And Forever, Lara Jean (2017)  (Br: Agora e Para Sempre, Lara Jean, Intrínseca 2017)

### Contos
- "Polaris É Onde Você Vai Me Encontrar" em O Presente do Meu Grande Amor: Doze Histórias de Natal (Galera Record, 2014)